# The One (Shakira)
The One è una canzone registrata, scritta e prodotta dalla cantautrice colombiana Shakira per il suo primo album in inglese, Laundry Service, del 2001, e pubblicata come quarto singolo dell'album nel 2003 in diversi paesi europei. La casa discografica della cantante, la Epic Records, era intenzionata a commercializzare il brano anche negli Stati Uniti, ma dopo lo scarso successo ottenuto dal singolo precedente, Objection (Tango), cancellò i piani. Nonostante ciò, il video di The One fu trasmesso spesso dal programma di MTV Total Request Live. In altri paesi, il singolo ottenne un moderato successo.

## Informazioni sul brano
The One è stata scritta da Shakira e da essa composta assieme a Glen Ballard. Il tema riguarda il solo amore della cantante, ed esprime il suo ringraziamento per l'amore che le è stato dato. Anche se la canzone fu estremamente popolare, e molte persone si sentirono toccate da essa, non andò bene nelle classifiche. Shakira non ha mai eseguito la canzone dal vivo, tranne che per il Tour of the Mongoose, del 2002-2003, periodo di pubblicazione del singolo.
Nelle radio fu principalmente trasmessa un'altra versione del pezzo, il "Glen's Radio Mix", che ha un'introduzione diversa da quella del brano contenuto nell'album.

## Video musicale
Il video per The One ha una trama di base. Shakira cammina attraverso una città, osservando tutte le persone con i loro fidanzati che si abbracciano e baciano, mentre lei è sola. Quindi cammina sotto la pioggia, sperando di trovare qualcuno da amare per sempre. Mentre prosegue il cammino, vede una coppia anziana, una madre con suo figlio, un poliziotto che aggredisce un uomo, mentre un'anziana signora lo osserva (egli ha bisogno di aiuto e muovendo le labbra dice "you're the one I need", ritornello della canzone), mentre Shakira è sempre sola. Il video finisce con la cantante, inzuppata dalla pioggia, che canta osservando il cielo.

## Tracce
1. The One (Album Version) – 3:43
2. The One (Glen's Radio Mix) – 3:47
3. Whenever, Wherever (Hammad Bell Remix) – 3:48
4. Te Aviso, Te Anuncio (Tango) (Gigi D'Agostino Tango Remix) – 6:10

## Classifiche
A causa delle scarse vendite di Objection (Tango) negli Stati Uniti,  la Epic Records cancellò la pubblicazione di The One in questa nazione, promossa invece in altri Paesi europei.
Il singolo ottenne un moderato successo nei paesi europei, come la Francia, in cui raggiunse la quindicesima posizione nella classifica dei singoli. In Australia raggiunse la sedicesima posizione, e rimase in posizioni abbastanza alte finché non uscì dalla classifica.
| Classifica (2003)        | Posizione massima |
| ------------------------ | ----------------- |
| Australia                | 16                |
| Austria                  | 21                |
| Belgio (Fiandre)         | 21                |
| Belgio (Vallonia)        | 21                |
| European Hot 100 Singles | 41                |
| Francia                  | 15                |
| Germania                 | 39                |
| Italia                   | 20                |
| Nuova Zelanda            | 39                |
| Paesi Bassi              | 26                |
| Romania                  | 14                |
| Svizzera                 | 17                |